# Vertrag von Coulaines

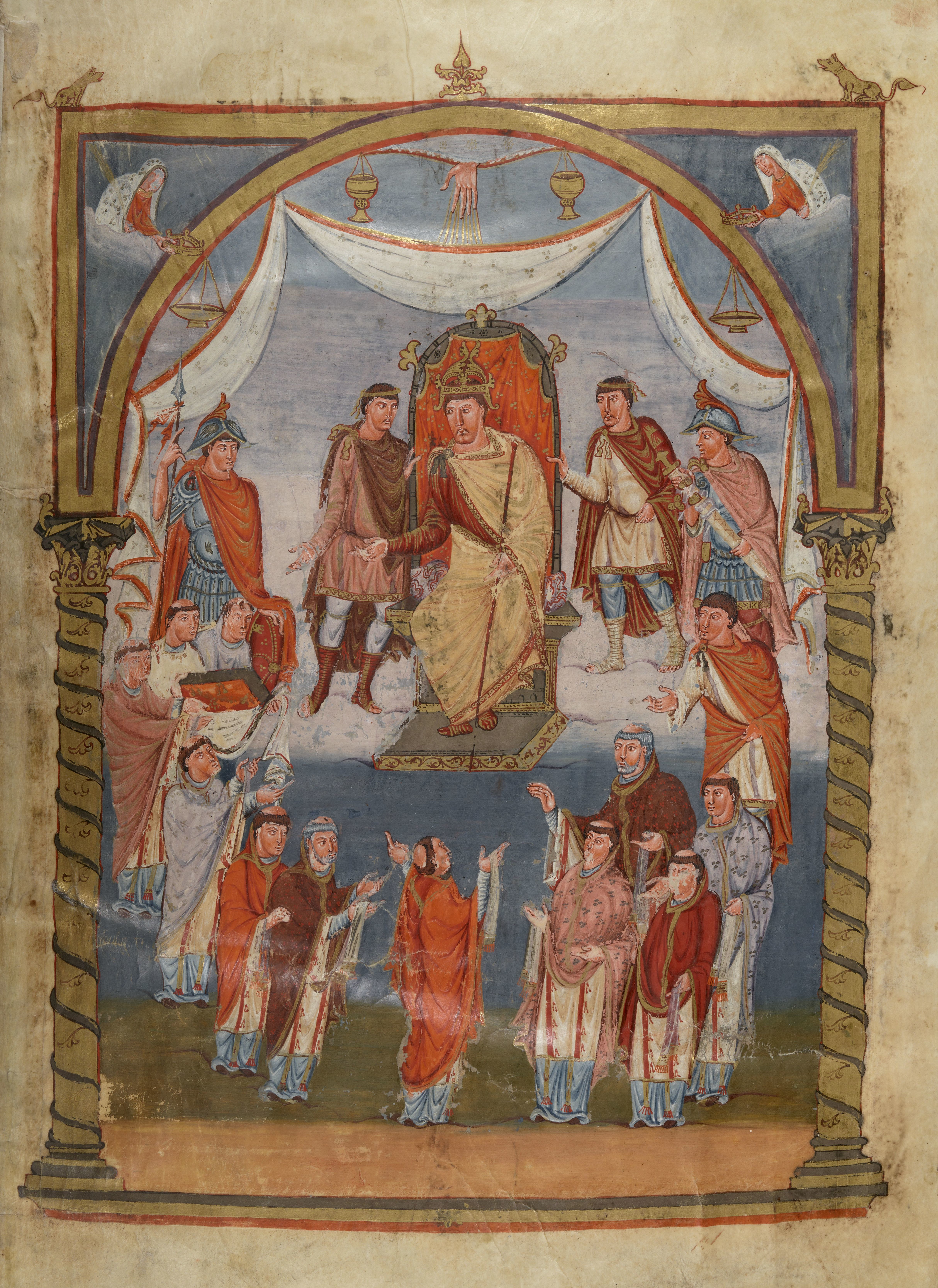
Karl der Kahle, umgeben von Leibwachen und Beratern, erhält von einer Mönchs-Delegation einen Bibel-Codex, Bibliothèque nationale, Paris.

Der Vertrag von Coulaines, benannt nach der nordfranzösischen Stadt Coulaines, ist ein 843 geschlossenes Abkommen zwischen Karl dem Kahlen, König des Westfränkischen Reiches, sowie Adel und Klerus. Seine Geltung beschränkt sich auf diesen karolingischen Reichsteil, doch seine historische Bedeutung zeigt sich in seinen Auswirkungen auf die anderen Reiche im mittelalterlichen Europa. Er beschränkte nachdrücklich die Befugnisse des Königs und garantierte Rechte des Adels und des Klerus. Als Nachwirkung wurde im Westfränkischen Reich wie in den anderen Reichen Europas das Gottesgnadentum des Königs gestärkt.

## Ereignisse im Vorfeld

### Karls Herrschaftssicherung
Karl der Kahle wurde 823 als Sohn aus der zweiten Ehe Ludwigs des Frommen mit Judith geboren. Ihm wurde 829 Alamannien und 832 Aquitanien zugestanden. Während des Aufstands seiner älteren Brüder verlor er den Besitz, da diese seinen Erbteil als Bruch der ordinatio imperii empfanden. Drei Jahre nach der Wiedereinsetzung Ludwigs 834 erhielt er den nordwestlichen Teil des Frankenreiches. Als er 838 volljährig war, wurde er mit dem Schwert gegürtet und gekrönt, jedoch aufgrund mangelnder Salbung nicht rechtsverbindlich. Im gleichen Jahr starb Pippin I., Unterkönig von Aquitanien. Daraufhin wies Ludwig der Fromme die Herrschaft Aquitaniens Karl zu. Nach dem Tode Ludwigs des Frommen 840, war es an Karl, seinen Anspruch in Aquitanien gegen Pippin II., der dort großen Rückhalt genoss, und seinen Erbteil im Westen des Reiches gegen seine Brüder durchzusetzen.

### Der Vertrag von Verdun
Im Jahre 843 wurde im Vertrag von Verdun die Dreiteilung des Frankenreichs zwischen Lothar I., Ludwig II., dem Deutschen und Karl beschlossen, womit die andauernden Streitigkeiten um das Erbe Ludwigs des Frommen beendet wurden. An der Teilung waren die Großen der Reichsteile beteiligt, die ein möglichst großes Erbteil zu erlangen suchten, da sich in den vorangegangenen Auseinandersetzungen keiner der Brüder durchsetzen konnte.
Karl der Kahle erhielt den westlichen Reichsteil mit Aquitanien, Septimanien, die Region zwischen Loire und Seine sowie ein Teil des Landes zwischen Mosel und Seine bis zur Maas. Der junge König musste seine Herrschaft mühsam durchsetzen, vor allem war dies in Aquitanien schwer. Dort musste er sein Anwachsungsrecht gegenüber dem Eintrittsrecht, das sein Neffe Pippin II. für sich beanspruchte, behaupten.

## Der Vertrag von Coulaines

### Entstehung
Karl der Kahle befand sich auf dem Rückzug von einem erfolglosen Feldzug gegen die Bretonen, als er in Coulaines nahe Le Mans auf einer Reichsversammlung von den geistlichen und weltlichen Gefolgsleuten zu einem schriftlichen Vertrag gezwungen wurde. Die federführenden Personen bleiben unbekannt bis auf Warin von Mâcon, der an der Spitze der Unterzeichner stand. Es ist nicht bekannt, wie die Zusammensetzung der Gemeinschaft genau aussah. Man kann davon ausgehen, dass die Herren aus Karls ‚ursprünglichem‘ Königreich zwischen Seine und Loire, dem alten Neustrien, wo die Versammlung stattfand, den Hauptteil bildeten. Die Gemeinschaft, die beanspruchte, alle weltlichen und geistlichen Großen des Teilreiches zu repräsentieren, war stark genug, ihn gefügig zu machen. Im Vorfeld des Vertrages gründeten sie einen Bund gegen den König. Der Vertrag ist das Ergebnis von Karls Anerkennung und seinem Beitritt zu diesem Bund der Getreuen. Sie verlangten aber nichts über die Maßen, denn vielmehr sollte ein sicheres und festes Königtum geschaffen werden. Ihr Ziel war es, ihre Interessen zu wahren, doch sollte im Ganzen ein Gleichgewicht zwischen den Vertragspartnern erreicht werden.

### Form
Die convenientia der fideles regelte die Rechtsgrundlage von Karls Herrschaft und sollte die 842 bei seiner Krönung in Aachen gemachten Zusagen erneuern und festhalten. Daher wurde der Inhalt in einer rechtsverbindlichen Urkunde in der Form eines Kapitulars festgehalten. Hier wurde erstmals ein Vertragstext geschaffen, in der der König una voce spricht. Bis dahin wurden die adnuntiationes und Eide der Vertragschließenden in wechselseitiger Rede verfasst, was vielleicht auch deren Gleichberechtigung ausdrücken sollte. Denn Sinn der neuen Formulierung ist, zu verschleiern, dass Karl zu dem Vertrag genötigt wurde. Der Redaktor des Textes vergleicht ihn sogar mit Christus als Haupt der Gemeinde, was ebenfalls diesem Zweck diente, da der Vergleich dem Wesen des Vertrages nicht gerecht wird.
Da in dem Vertrag meist der pluralis maiestatis angewandt wird, wird der Eindruck eines königlichen Erlasses erweckt. Im Gegensatz dazu stehen die Unterschriften der Vertragschließenden am Ende der Urkunde, die in der Abschrift des Dokuments jedoch nicht überliefert sind. Sie kennzeichnen ihn als einen zweiseitigen Vertrag und sollten die Rechtsgültigkeit sicherstellen, wie in der narratio, Einleitung, und am Ende der Kapitel beschrieben wird.

### Inhalt
In der narratio sind die Ursprünge des Vertrages mit dem im Vorfeld geschlossenen Bund wiedergegeben: der vergangene Bruderkrieg und anhaltende Zwietracht im westlichen Teilreich. Dagegen wandten sich die geistlichen und weltlichen fideles, der Getreuen, in einer Versammlung ("conventus") und begründeten einen „Bund der wahren Freundschaft und der friedlichen Eintracht“ ("pacis concordia et vera amicitia"), der Verhandlungen mit dem König „über den Nutzen des Reiches“ aufnehmen sollte. Im letzten Abschnitt der narratio findet sich der Ausdruck "per benevolentiam", für das "Wohlwollen [des Königs]", der wohl den – tatsächlich keineswegs  –freien Willen des Königs hervorheben soll.
Die Vereinbarungen sind in sechs Kapitel unterteilt. Die ersten drei legen die Rechte und Pflichten der drei vertragschließenden Parteien, das sind König, Kirche und Laienadel, fest. Allen Parteien werden ihre Ehren und ureigenen Rechte garantiert: an erster Stelle dem Klerus der Kultdienst, dann dem König die Herrschaft und den weltlichen Getreuen die rechtliche Sicherheit.
Die drei weiteren Kapitel befassen sich mit Bestimmungen bezüglich der Ausführung und Sanktionen.
Kapitel 1: Den Bischöfen wird Hilfe durch Entschlossenheit der Großen und Staatsbeamten sowie durch die Macht des Königs zugesagt. Dies ist in der Sache nicht neu, da der Kirchenschutz im Frankenreich traditionell die Aufgabe des Königs und Adels war.
Kapitel 2: Hier wird festgestellt, dass die Herrschaft des Königs zum Teil wenigstens von seinen Lehnsmännern hergeleitet wird, da er den Vorfahren Gehorsam und Aufrichtigkeit schuldig ist. Es besteht also eine Wechselbeziehung von Recht und Pflicht zwischen dem König und dem Laienadel. Darüber hinaus wird vereinbart, dass kein Bund gegen den König und diesen aufrichtigen Vertrag ("hanc pactam sinceritatem") geschlossen werden darf. Damit soll offensichtlich die Bildung einer Adelsverschwörung ausgeschlossen werden.
Kapitel 3: Das Gegenseitigkeitsprinzip zwischen König und Adel wird hier deutlicher in der Aussage, dass der König neben dem Wort Gottes denjenigen Ehre erweisen muss, die ihn ehren ("ut a quibus honorem suscipimus, eos iuxta dictum dominicum honoremus"). Erstmals ist der König nicht mehr Gott allein verpflichtet, sondern die fideles nehmen nun auch eine Rolle ein, die ihnen mehr Rechte einräumt. Dem König ist nun verboten, willkürlich, das heißt ohne ordentliches Gericht, Ämter und Lehen zu entziehen.
Kapitel 4: Dieser Artikel befasst sich mit den Vereinbarungen zwischen den fideles und dem König. Ihr Inhalt ist das gemeinsame Vorgehen gegen eventuelle Versuche, dass jemand seinen Einfluss auf den König zu persönlichem Vorteil nutzen könnte. Es werden Blutsverwandtschaft, Hausgenossenschaft und Freundschaftsbünde ("consanguinitas, familiaritas, amicitia") genannt, die missbraucht werden könnten.
Die Kapitel 5 und 6 beinhalten weitere, weniger wichtige Einzelbestimmungen.
Am Schluss wird der Vertragsinhalt zusammenfassend als ein „Bund der heilsamen Eintracht“ ("foedus concordia salubris") bezeichnet, der unter anderem durch die Wachsamkeit ("custodia") der Getreuen gesichert werden sollte.

### Interpretation
Der Vertrag grenzt in seinen Kapiteln die Machtbereiche der Geistlichkeit, der weltlichen Großen und des Königs im Reich voneinander ab und setzt sie gleichzeitig miteinander in eine rechtliche Wechselbeziehung. Diese bestand darin, dass Karl seine fideles nur belangen durfte, wenn die Grundsätze von "Gerechtigkeit, Vernunft und Gleichheit" ("iustitia, ratio, aequitas") missachtet wurden; entsprechend waren diese verpflichtet, "Amt, Herrschaft und Wohl" des Königs ("honor, potestas, salus") und den "Zusammenhalt" ("soliditas") des Reiches nicht zu gefährden. Es entstand also eine konstitutionelle Sicherung des jungen Reiches, in der jede der Vertragsparteien in einem Abhängigkeitsverhältnis stand. Vor allem war Karl verpflichtet, die Rechte seiner Getreuen zu wahren, da seine Herrschaft auf deren Unterstützung basierte.
Bereits in den Verträgen von Straßburg und Verdun spielten sie eine wichtigere Rolle als in den vorangegangenen Reichsteilungsplänen der divisio regnorum 806 und der ordinatio imperii 817. Dem wachsenden Einfluss seiner Getreuen nach dem Bruderkrieg verdankte er, dass er seinen Herrschaftsanspruch, wenigstens teilweise, durchsetzen konnte. In Coulaines stellten sie sich auf die gleiche Rechtsebene wie der König selbst. Von nun an lag die Herrschaftsgewalt nicht mehr allein beim König, sondern gründete sich auf dem Bündnis mit seinen Getreuen.

### Bedeutung und Folgen
Das neu entstandene und willkürlich abgegrenzte Teilreich Karls musste im Innern gefestigt werden, um eine Einheit bilden zu können. Einen entscheidenden Schritt in diese Richtung wurde mit dem Vertrag von Coulaines getan. Rückblickend kann er als die Gründungsurkunde des westfränkischen Reiches angesehen werden. Die Grenzen des Teilreiches wurden nun zu Grenzen unterschiedlichen Rechts und dieses Recht gründete sich auf alle Getreuen des Teilreiches. Der Vertrag wandelte die alte Staatsauffassung in eine neue mit geordneter und fester Form um.
Die neue Form schränkte die Königsrechte weiter ein, da die Beziehungen und Abhängigkeiten untereinander, und damit die Rechte der einzelnen Vertragspartner, festgelegt waren. Das bedeutet nichts anderes, als dass der König, der zuvor den Rat der fideles nach eigenem Ermessen befolgen oder ablehnen konnte, diesen nun verpflichtet war. Die weltlichen fideles sicherten sich gegen den Willen des Königs ihren Einfluss, wie es in den anderen Teilreichen bis dahin unbekannt war. Durch den Vertrag wurde die Vererblichung der Lehen festgelegt, da die Ämter nur noch aufgrund eines Rechtsbruchs entzogen werden konnten.
Karl war, wie seine Nachfolger, durch schriftliche Zusagen gebunden. Nicht nur durch den Vertrag selbst, sondern auch durch Dokumente, die sich auf ihn stützten. Die Rechtsgarantien des Königs kehren in den Aufzeichnungen des Westfränkischen Reichs immer wieder. In den Synodalakten von Meaux und Paris (845/6) wurden alle sechs Kapitel des Vertrags von Coulaines wörtlich übernommen, bis auf eine entscheidende Veränderung: der Ausdruck des Versprechens (‚promittimus‘), der in Kapitel 3 eingefügt wurde. Bis dahin war der König an kein Versprechen gebunden. Um das Versprechen zu betonen und zugleich neue zu fordern, wurde der Ausdruck des Versprechens (promissio) am Schluss wiederholt und sollte fortan die Könige binden. Die Rechtsverbindlichkeit lebte fort und fand sich in der Rechtfertigung (responsio) des Königs bei der Königsweihe Karls in Metz wieder. Im Kapitular der Reichsversammlung in Quierzy 877, wo Ludwig II., der Stammler, zum Nachfolger bestimmt wurde, ist das erste Kapitel von Coulaines übernommen, das wiederum in der Versprechensformel seiner Krönung auftaucht. Der Inhalt floss auch in die Versprechensformel Karlmanns 882, Odos 888 sowie in spätere Krönungsordines ein.
Da Karl der Kahle durch den Vertrag so sehr an Macht verlor, fand er eine Möglichkeit, seine verbliebene Macht zu sichern, der sich der Bund von Coulaines schwer entgegenstellen konnte. Karl erhöhte das Königtum mit Hilfe Hinkmars von Reims in sakraler Weise und stützte nun ebenso wie die Geistlichkeit seine Herrschaft auf Gott. Die Salbung, die in der damaligen Vorstellung den Willen Gottes zum Ausdruck brachte, sollte den Herrschaftsanspruch sicherstellen. Daher wurde ihre Bedeutung gesteigert, was sich nicht nur auf Karls Herrschaft auswirkte. Ihre Bedeutung blieb erhalten und breitete sich auch auf die Nachbarreiche aus. Während die Königswahl die immerwährende Unterstützung der Großen voraussetzte, konnte man der Salbung von weltlicher Seite nichts anhaben, da der König durch die Weihe eine besondere Stellung unter den Laien hatte und ein Missachten als frevelhaft galt. Karl konnte dadurch den Klerus auf seine Seite gegen den Adel bringen, wenn dieser gegen ihn aufbegehrte. Die Strafmittel des Klerus waren die Buße und die Exkommunizierung, das Handeln gegen die beeideten Verträge als auch gegen den gesalbten König wurde als untragbarer Rechtsbruch empfunden. Die Geistlichkeit führte an, dass ein Missachten des gesalbten Königs gegen die göttliche Bestimmung sei.
Der hohe Bedeutungsgrad der Königssalbung festigte und verbreitete die allgemein mittelalterliche Vorstellung vom Gottesgnadentum, das somit ein Ergebnis des Vertrags von Coulaines darstellt.